# High-end audio
High-end audio är HiFi-utrustning som skapas för finsmakare och entusiaster för att vara det allra bästa, oavsett vad det kan komma att kosta. High-end audio-utrustning kan därför bli extremt dyr.  Man kan jämföra med bilmärken eller viner och tala om high-endapparaterna som ljudteknikens Ferrari eller Romanée-Conti.
High-end-ljud kan syfta på enbart prisnivån, på den inbyggda kvaliteten hos komponenterna eller på subjektiv eller objektiv kvalitetet hos ljudåtergivningen. 

## Krav på återgivningen
Det mänskliga hörselsinnet är subjektivt och svårt att definiera, beroende på hur elektriska signaler från örat tolkas av hjärnan. Psykoakustik är en disciplin inom akustik, som studerar detta område och det visar sig att det utöver rent teniska faktorer är flera aspekter, som påverkar utformningen av de ingående komponenterna.
High end-lyssnare med så kallade "guldöron" brukar hävda att linjär frekvensgång upp till 20 kHz inte är nog, trots att inte ens deras hörsel hänger med så högt upp i frekvens. Men de kan likväl ha rätt. Även i de bästa ljudanläggningar, och framför allt i själva guldöronens yttre och inre delar råder en större eller mindre, men ofrånkomllig olinjaritet. Det innebär att när två eller fler toner av mycket hög frekvens ljuder samtidigt, så kan det bildas genom intermodulation även komponenter som har frekvens lika med skillnaden i frekvens mellan de alstrande tonerna, vilkas frekvenser ligger långt över hörbarhetsgränsen. Därmed kan skillnaden transformeras ner till det hörbara området, och eventuellt uppfattas av lyssnaren. Dessa frekvenstransformerade toner är normalt svaga, men har ändå individuell betydelse för helhetsintrycket. 

## Kontroverser
Mätningar kan vara bedrägliga - höga eller låga värden på vissa tekniska egenskaper ger inte nödvändigtvis en bra bild av, hur utrustningen låter för varje person. Till exempel kan vissa rörförstärkare producera större mängder av total harmonisk distorsion, men typen av denna snedvridning (2:a övertonen) är inte lika störande som den högre ordningens distorsion som tidigare produceras av transistorer. 
Saker som ofta ifrågasätts är tillbehör såsom exklusiva high-end audiokablar, vilka använder exotiska material och konstruktionsgeometrier med kabelställning för att lyfta dem från golvet (som ett sätt att styra mekaniskt inducerade vibrationer), kontaktdon, sprejer och andra hokus-pokus. 